# Ogallala
Ogallala è un comune degli Stati Uniti d'America, situata in Nebraska, nella contea di Keith.